# Бучак (річка)
Бучак — річка  в Україні, у   Гайсинському районі Вінницької області, права притока  Південного Бугу (басейн Чорного моря).

## Опис
Довжина річки 6 км. Площа басейну - 14,9 км².

## Розташування
Бере  початок на північному сході від Демидівки. Спочатку тече на північний захід, а потім на північний схід  через урочище Бучак і на північному заході від Кошаринців впадає у річку Південний Буг за 368 км. від гирла. 